# Telmatactis vestita
Telmatactis vestita is een zeeanemonensoort uit de familie Isophelliidae.
Telmatactis vestita is voor het eerst wetenschappelijk beschreven door Johnson in 1861.